# 하이엔스
(주)하이엔스는 정수기, 무역, 세정기, 공기청정기, 음식물 처리기 등을 전문으로 생산, 판매하는 환경가전 서비스 전문가 그룹으로 대한민국의 기업이다.

## 연혁
- 2006년 1월: (주)원봉 신규사업팀 발족
- 2006년 6월: (주)원봉 내 신규사업팀에서 (주)하이엔스로 법인 분리
- 2007년 3월: new 브랜드 'ruhens' 론칭
- 2010년 3월: 하이엔스 본사 이전

## 계열사
- (주)원봉 - 정수기 제조 및 수출 전문기업
- 상신산업 - 정수기 필터 제조 전문기업
- 워터피아 - 정수기 부품 및 필터 유통 전문기업